# زاوية قنطش
زاوية قنطش هي مدينة في الساحل التونسي تلاصق مدينة جمال.

تقع المدينة في ولاية المنستير وتكوّن بلدية يقطنها 713 6 نسمة حسب التعداد الرسمي في 2014، بينما كان فيها 604 5 نسمة في 2004. 

إسمها يرجع تاريخيا لاحتوائها زاوية صغيرة لولي صالح مسلم.

من الناحية الرياضية، تستضيف المدينة الجمعية الرياضية بزاوية قنطش المتخصصة في كرة طاولة.